# Banatia

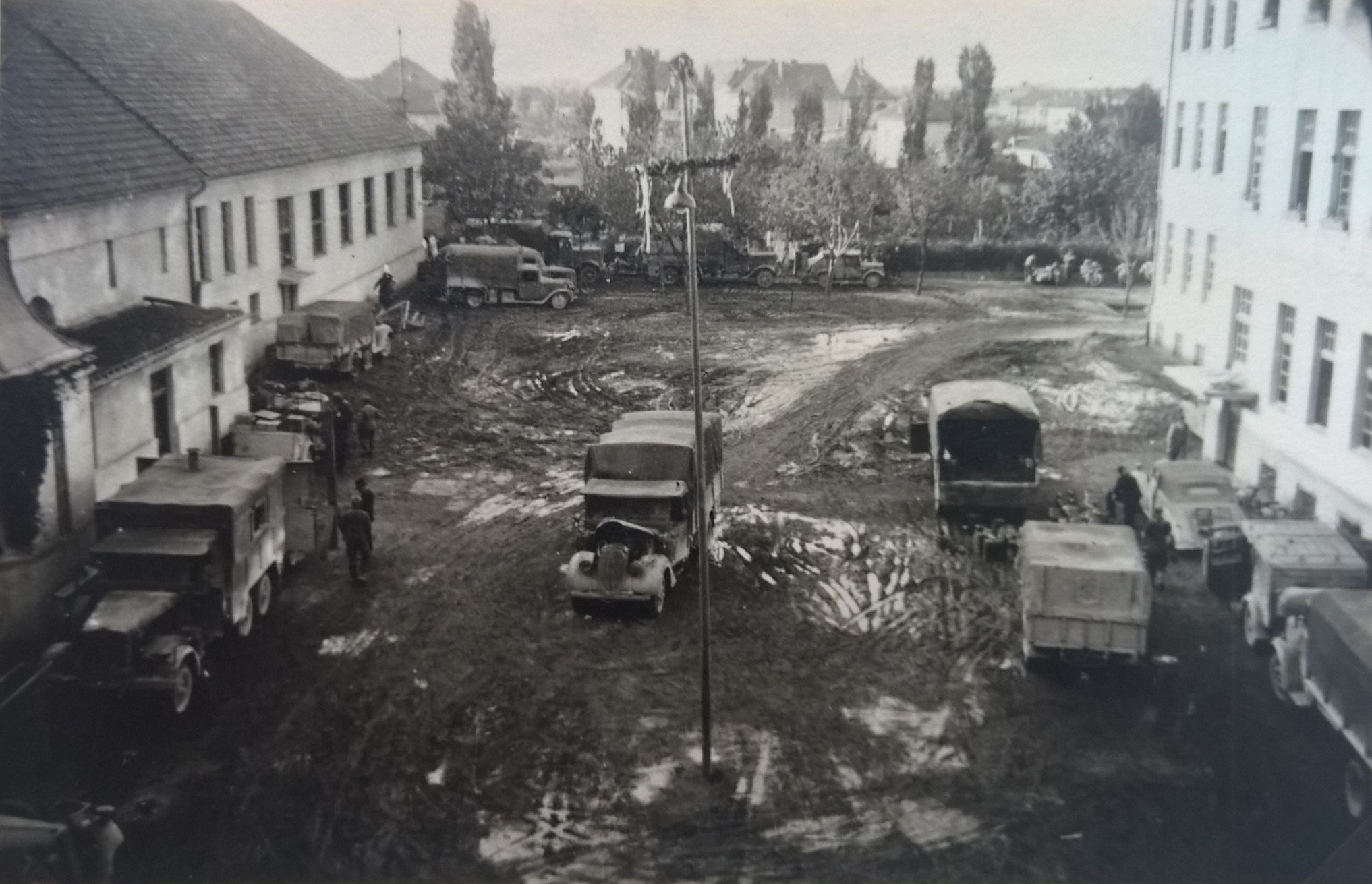
Deutsche Truppen im Hof der Banatia-Schule (1944)

Die Banatia-Schule war von 1926 bis 1944 eine deutschsprachige Bildungseinrichtung in Timișoara, Rumänien. Das dreistöckige Gebäude ist geprägt von neuhellenistischem Stil. Das Gebäude wurde von den Architekten Mathias Hubert und Michael Wolf zwischen 1924 und 1926 gebaut.

## Geschichte
Die Banatia entstand als katholisch ausgerichtete Schule, die auch Schülern anderer Konfessionen offenstand. Finanzierung, Bau, Lehrorganisation, Schulungsmaterialien sowie die Einrichtung eines Internats zur Unterbringung von 300 Schülern nebst Küche und Speisesaal wurden meist aus Spendenmitteln aufgebracht. In dem Banatia-Komplex waren Volksschule, Gymnasium (Knabenlyzeum), Lehrerbildungsanstalt, Handelsgymnasium und Gewerbeschule untergebracht. Zum Banatia-Bildungszentrum gehörten mehrere Büchereien und Laboratorien sowie ein Turnsaal und das angegliederte Banatia-Ferienheim, einem hierfür eigens umgebauten Villengebäude mit zwei Hektar Land in der Nähe der Südbanater Stadt Oravița. In dem nebenliegenden Gebäude war das Priesterseminar untergebracht. Es bestand eine enge Zusammenarbeit mit der Lehrerinnenbildungsanstalt in der Notre-Dame Klosterschule.
Die Eröffnung der Schule am 29. August 1926 fiel in eine Zeit von jahrzehntelanger Magyarisierung der deutschsprachigen Bevölkerung im Banat. Die feierliche Einweihung wurde von Bischof Augustin Pacha zelebriert. Von 1926 bis 1942 wuchs die Banatia durch finanzielle Unterstützung der deutschen Reichsregierung zur größten deutschen Bildungs- und Erziehungsstätte im Südosten Europas.
Im März 1942 bot Volksgruppenführer Andreas Schmidt Augustin Pacha an, das Eigentumsrecht an kirchlichen Immobilien anzuerkennen und den Religionsunterricht zu garantieren. Die konfessionellen Schulen wurden jedoch im April 1942 der Volksgruppenführung unterstellt. Die „Banatia“ wurde in Prinz-Eugen-Oberschule umbenannt. Neuer Direktor des Lyzeums war bis zum Königlichen Staatsstreich in Rumänien im August 1944 Anton Valentin. Er hatte in Deutschland studiert und zwischen 1937 und 1940 das „Banater Kulturamt“ der „Volksgemeinschaft“ geleitet. Ab 1941 führte er die Gebietsstelle des „Amtes für Kunst und Wissenschaft“ und war als Funktionsträger Mitglied der NSDAP in der Deutschen Volksgruppe.

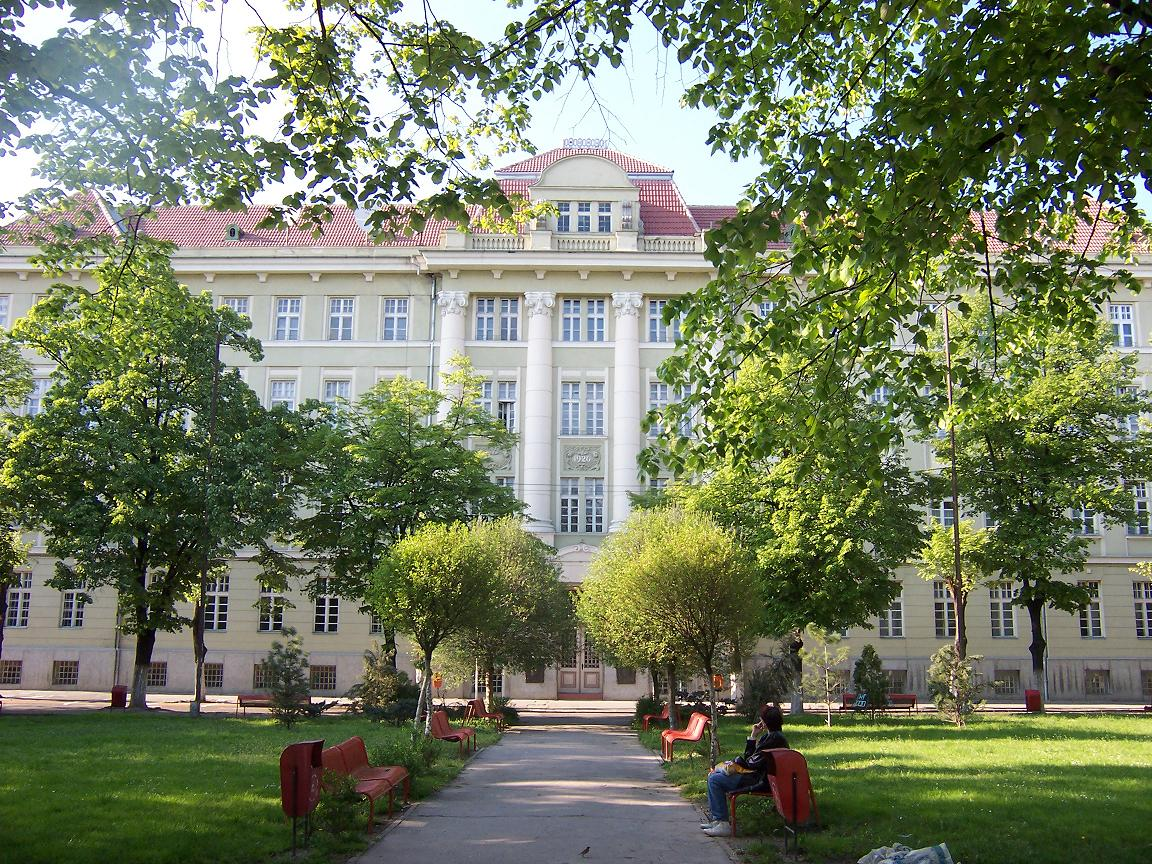
Medizinische und Pharmazeutische Universität Victor Babeș im ehemaligen Banatia-Gebäude

1942 war auch das Nikolaus Lenau Lyzeum temporär im Gebäude der Banatia beherbergt. Nach der kommunistischen Machtübernahme 1944 wurde die Schule geschlossen und in ein sowjetisches Militärhospital umfunktioniert. 1944 wurde die Medizinische Fakultät gegründet, die in dem Banatia-Gebäude einzog und 1990 in den Rang einer Universität erhoben wurde. Seit 1990 beherbergt das Gebäude die Medizinische und Pharmazeutische Universität Victor Babeș.

## Persönlichkeiten
- Nikolaus Halsdorfer
- Stefan Heinz-Kehrer
- Sebastian Kräuter
- Josef Nischbach
- Augustin Pacha
- Anton Peter Petri
- Anton Petri
- Peter Potye
- Hans Weresch
- Hans Wolf

Viele dieser Persönlichkeiten wurden im kommunistischen Rumänien politisch verfolgt.